# Jack Guy Lafontant
Jack Guy Lafontant (Puerto Príncipe, 4 de abril de 1961) es un médico, profesor y político haitiano que se desempeñó como primer ministro de Haití desde el 28 de marzo de 2017 hasta el 17 de septiembre de 2018.

## Carrera profesional
En 1987 se licenció en Medicina por la Facultad de la Universidad Estatal de Haití, situada en Puerto Príncipe.
Desde entonces se ha especializado y ha trabajado en el área de la Gastroenterología.
Entre 1987 y 1988 trabajó en un hospital en Los Cayos y a partir de 1990 se desempeñó como asesor médico en el Ministerio de Trabajo, Transporte Público y Comunicaciones.
Luego de 1992 a 1994 trabajó en el Hospital Universitario de Fort-de-France, situado en el departamento ultramar francés de Martinica.
Y a su regreso a Haití en enero de 1995, pasó a ocupar el cargo de director general del Hospital Sainte Croix de Léogâne.
Posteriormente en noviembre de 2005 comenzó a trabajar como profesor de gastroenterología en la Universidad Estatal en la cual estudió y en la Universidad Notre Dame de Haití (UNDH).
También durante esta época cabe destacar que es miembro de la Asociación Médica de Haití y del American College of Gastroenterology (ACG), con sede en la ciudad estadounidense de Bethesda (Maryland).
En 2016 ha sido elegido como Director de la sede del Rotary International en Pétionville.
El día 22 de febrero de 2017 fue nombrado por el presidente Jovenel Moïse como nuevo primer ministro de Haití, en sustitución de Enex Jean-Charles.